# Libro di Lichfield
Il Libro di Lichfield è un evangeliario dell'VIII secolo custodito nella cattedrale di San Chad a Lichfield in Inghilterra.

## Descrizione
Di questo evangeliario sopravvivono 236 pagine, delle quali otto sono miniate. Altre quattro contengono testi inquadrati in cornice. Le pagine misurano cm. 30,8x23,5. Questi manoscritti sono importanti anche perché i marginalia includono 64 parole che sono tra i più antichi esempi scritti di lingua gallese antica, risalenti all'VIII secolo. Lo studioso Peter Lord data il libro al 730, ponendolo cronologicamente prima del Libro di Kells, ma dopo l'Evangeliario di Lindisfarne. 
L'attuale rilegatura risale al 1962, ad opera di Robert Powell. In quel periodo si notò che in una rilegatura del 1862 il manoscritto era stato tagliato in singoli fogli, e le pagine erano state rifilate durante una rilegatura del 1707. Il manoscritto è stato digitalizzato nel 2010 da un gruppo di lavoro presieduto da Bill Endres.
Nel 2014 il Dott. Bill Endress, dell'Università dell'Oklahoma, si recò nella Cattedrale di Lichfield dove fece uso della tecnica del "Reflectance Transformation Imaging (RTI)" per evidenziare le glosse scritte in puntasecca nel Libro di Lichfield. Una di esse rivela la collaborazione di alcune donne durante il primo periodo medievale: in quanto elenca i nomi di tre donne anglo-sassoni, indica che alcune donne avessero lavorato nello scriptorium di Lichfield.

## Provenienza

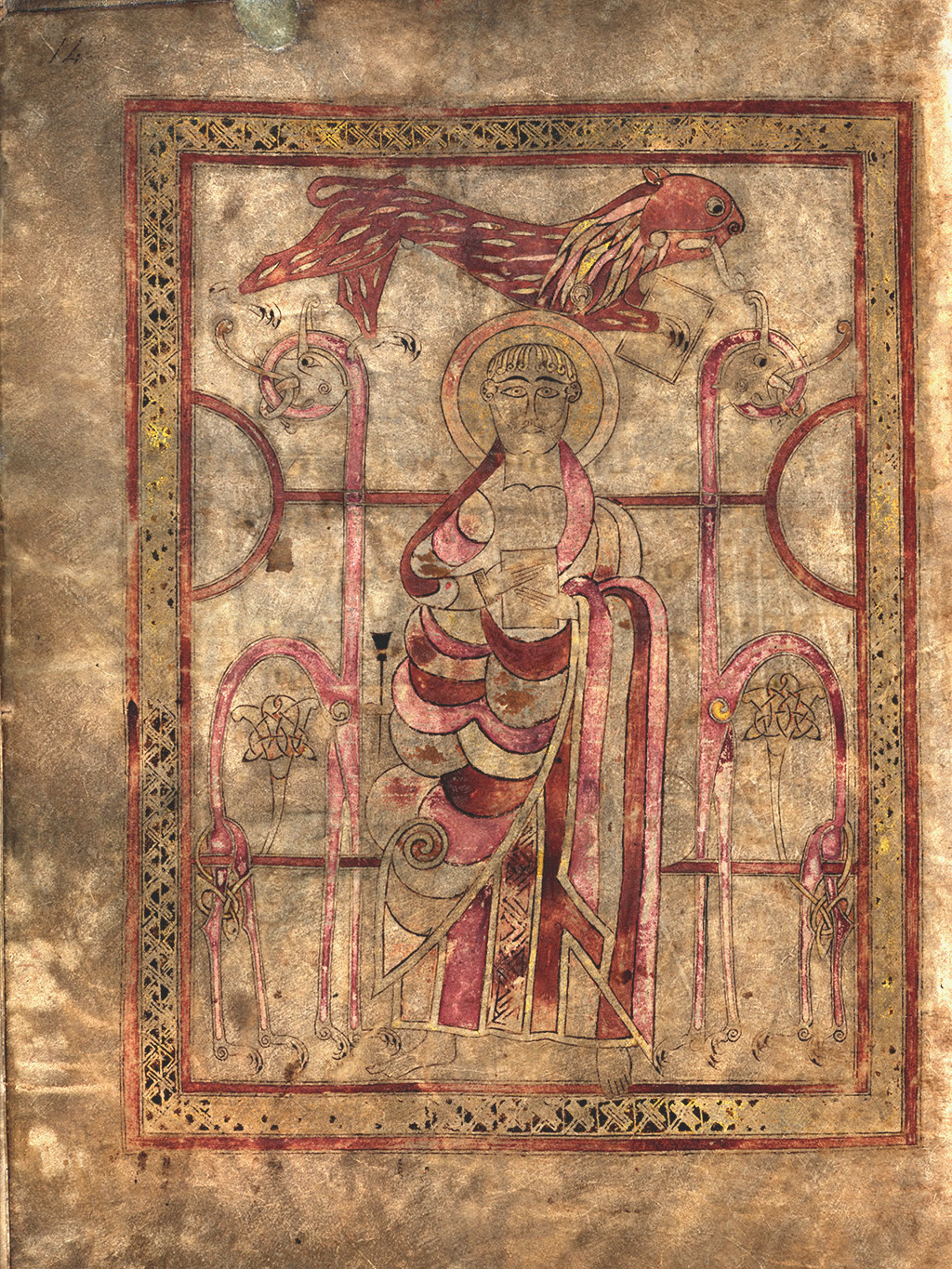
Ritratto di San Marco

Gli studiosi indicano quattro possibili luoghi di produzione dl Libro di Lichfield: l'Irlanda, la Northumbria, il Galles e Lichfield. Affinità paleografiche e stilistiche lo collegano alla Nothumbria e all'isola di Iona: le tecniche pittoriche assomigliano a quelle dell'Evangeliario di Lindisfarne e del Libro di Kells. Secondo alcuni studiosi questo evangeliario fu scritto nel Galles in quanto presenta i marginalia scritti in gallese; e ipotizzano il nome "Llyfr Teilo" (Il libro di San Teilo) come nome originale del manoscritto, e come luogo di compilazione il paese di Llandeilo o qualche altra località del Galles meridionale. Nel 1980 Wendy Stein discusse molto in favore di Lichfield; indicando il Galles come improbabile, e Irlanda e Northumbria ancora possibili. Nel 2003 la scoperta dell'"Angelo di Lichfield", una statua il cui pigmento corrisponde strettamente a quello usato nel libro, ha fornito un ulteriore indizio in favore di Lichfield. Ma in mancanza di una conferma definitiva, il dibattito rimarrà probabilmente in corso. 
Basandoci sullo stile, l'effettiva compilazione del libro può essere collocata tra il 698 e l'800. I motivi ornamentali di uccelli interdentellati su una pagina a tappeto di croce (p. 216) assomigliano sorprendentemente agli ornamenti su di un palo a croce proveniente da Aberlady, Lothian, sito della Northumbria dell'VIII secolo: l'autore/artista del libro e lo scultore dell'ornamento del palo a croce può avere avuto un modello simile per i due disegni. Nonostante non si sappia come il libro sia arrivato a Lichfield, si trovava certamente a destinazione per la fine del X secolo. La pagina iniziale riporta una firma sbiadita con le parole "Wynsige presul", che probabilmente si riferisce al personaggio di "Wynsige" che fu vescovo di Lichfield ca. dal 963 al 972-975. La quarta pagina include un riferimento a "Leofric" che fu vescovo dal 1020 al 1026.
Nel 1646, durante la guerra civile inglese, la cattedrale di Lichfield fu devastata, e la sua libreria fu saccheggiata. I libri e i manoscritti furono consegnati a Frances, duchessa del Somerset, che li restituì nel 1672 o nel 1673. Fu probabilmente allora che andò perduto il secondo volume del Libro di Lichfield. Al precentore William Higgins viene attribuito il merito di aver salvato il volume sopravvissuto. 
Il libro e i manoscritti della cattedrale di Lichfield furono esposti al pubblico nel 1982. Il vescovo di Lichfield tuttora giura fedeltà alla corona sul Libro di Lichfield.
Altri manoscritti miniati insulari di possibile origine gallese sono il Salterio di Ricemarch e i Evangeliario di Hereford.

## Testo e calligrafia

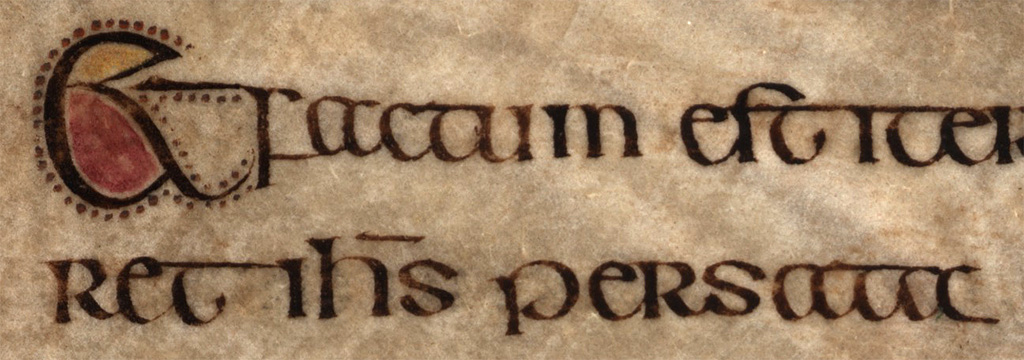
Esempio di testo: Marco 2:23, p. 151

Il manoscritto consiste nei Vangeli di Matteo e Marco, e nella prima parte del Vangelo di Luca. Un secondo volume scomparve all'incirca nell'epoca della guerra civile inglese. Il testo latino è scritto in una singola colonna, e si basa su quello della Vulgata. Contiene però quasi 2.000 variazioni rispetto alla Vulgata, delle quali quasi un terzo coincidono con quelle del Vangelo di Hereford; un numero minore di variazioni coincide con quelle dello Evangeliario di MacRegol e del Libro di Armagh, 370 con il Libro di Kells e 62 con l'Evangeliario di Lindisfarne.
La calligrafia è in prevalenza insulare maiuscola, ma possiede alcune caratteristiche onciali ed è quindi chiamata semionciale. Fu eseguita da un solo amanuense. Questa calligrafia è strettamente collegata a quelle dei manoscritti di Lichfield, di Northumbria, di Iona e dell'Irlanda.

## Decorazione

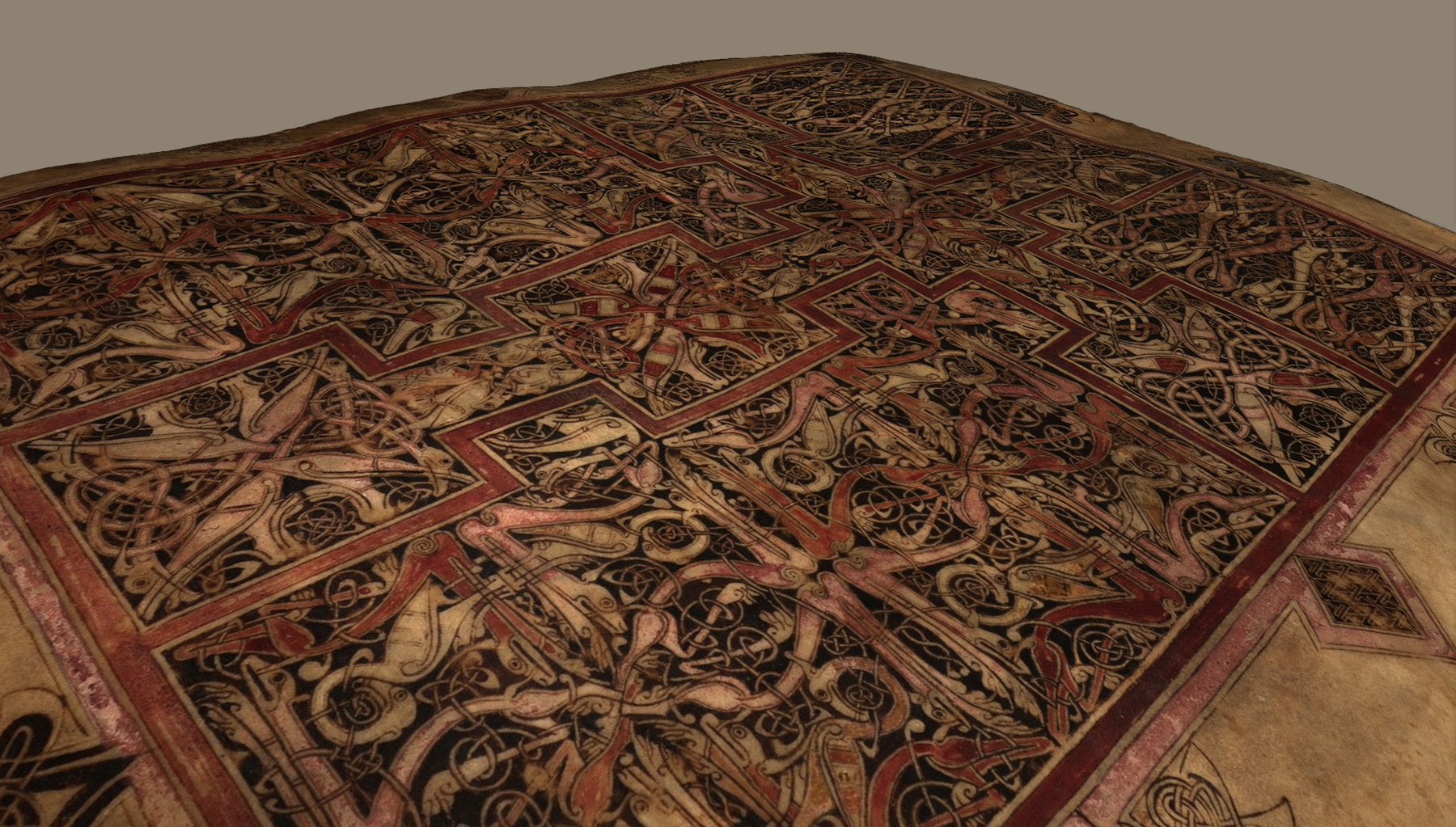
La pagina tappeto

Le otto pagine miniate consistono in: due ritratti di evangelisti (Luca e Marco); una pagina tappeto; tre pagine di incipit (Matteo: "Lib" per "Liber"), (Marco: "Ini" per "Initium") e (Luca: "Q" per "Quoniam"); una pagina con il monogramma di Cristo; e una pagina con il tetramorfo. La pagina di incipit di Matteo è molto logorata, probabilmente per essere stata usata come copertina del manoscritto per molti anni. 
Il vangelo di Matteo possiede quattro pagine inquadrate in cornice: la genealogia di Gesù (tre pagine) e l'explicit.

## Marginalia

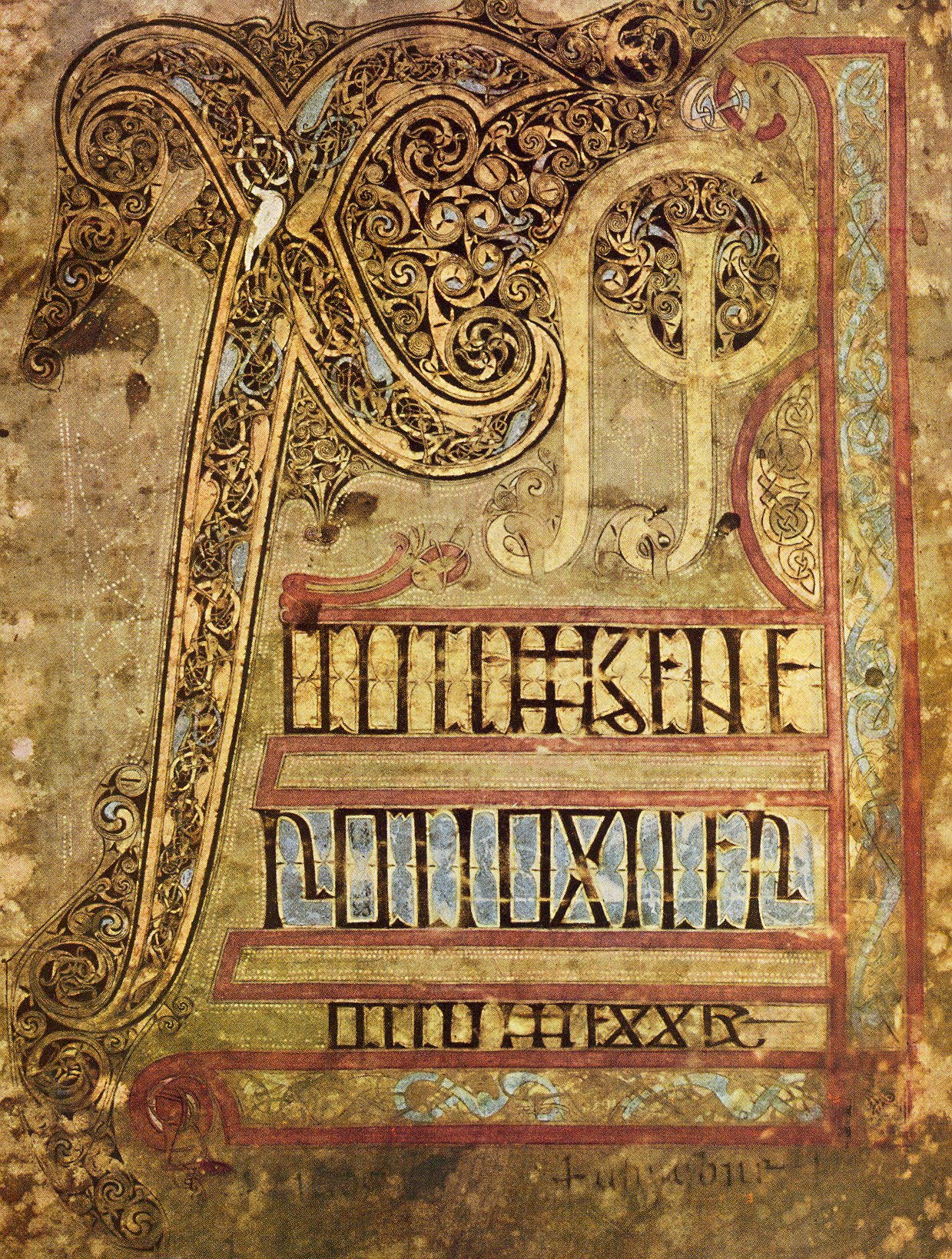
Il monogramma di Cristo

Il libro possiede otto iscrizioni a margine in latino e in gallese antico, queste ultime tra i più antichi esempi esistenti di questa lingua. La prima riporta in latino il dono del manoscritto "a Dio sull'altare di S. Teilo" da parte di una persona di nome "Gelhi", che aveva comprato il manoscritto al prezzo del suo migliore cavallo da un certo "Cingal". L'"altare di S. Teilo" è stato associato in passato al monastero di Llandaff, ma siccome è stato stabilito che la terza, quarta e sesta nota a margine si riferiscono a territori entro il raggio di quindici miglia da Llandeilo, si ritiene ora che il libro avesse avuto origine in quest'ultima località. La seconda nota contiene un unico esempio di prosa gallese antica che riporta i dettagli della risoluzione di una disputa di terreni. Queste due note sono state datate alla metà del IX secolo. 
I marginalia sono stati pubblicati da J. Gwenogvryn Evans e John Rhys nella loro edizione del 1893 del Libro di Llandaff.
Gifford Thomas-Edwards e Helen mcKee hanno identificato anche nove glosse a puntasecca, ovvero grattate nella pergamena senza inchiostro e quindi visibili soltanto da un angolo e difficili da decifrare. Il primo e l'ultimo gruppo di tre glosse sono decifrabili come nomi di persona anglosassoni, ed è probabile che anche le altre glosse indichino la stessa cosa. In ordine, si leggono i nomi come segue:
- P.217 1. Wulfun, 2. Alchelm, 3. Eadric (Questi si trovano nella parte in basso a sinistra della pagina)
- P.221 1. DVLF, 2. 7 + Berth/elf (Questi sono nel centro del margine a sinistra) 3. [Pas]t [+icc] (Questo è in fondo al margine)
- P.226 1. Berthfled, 2. Elfled, 3. Wulfild (Questi sono in fondo al margine)

È possibile che in questo testo ci siano altre glosse, come del resto in altri evangeliari insulari, che debbano ancora essere identificati. I nomi stessi possono essere significativi se possono venire datati, in quanto la provenienza dei manoscritti è incerta. Una data dell'VIII sec. dimostrerebbe che l'evangeliario si trovasse in territorio anglosassone prima di arrivare nel Galles, mentre una data successiva alla fine del X sec. (a Lichfield) poco aggiungerebbe a quello che sappiamo già; sebbene una datazione in un senso o nell'altro non potrebbe escludere una compilazione in Irlanda o in Northumbria fatta per un centro ecclesiastico del Galles o della Mercia.
Inoltre è molto difficile determinare se la stessa mano abbia scritto il testo dei Vangeli e le glosse a puntasecca, a meno che le lettere dimostrino i segni di una successiva evoluzione dello stile. Le glosse a puntasecca vengono incise nella pergamena anziché essere un liscio scorrere della penna sopra una superficie di scrittura. G. Charles-Edwards e H. McKee credono di aver identificato tali caratteristiche, elementi di lettere nelle glosse che sembrano essere invenzioni del tardo IX sec., in risposta alla scrittura carolina. Quindi è probabile che queste glosse fossero state aggiunte dopo che i Vangeli erano stati già portati a Lichfield.

## Bibliografia

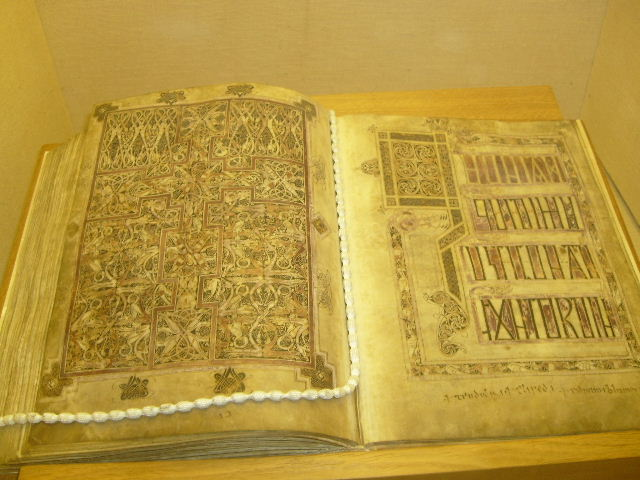
La pagina tappeto e l'incipit di Luca